# بتی نیلسن
بتی نیلسن (انگلیسی: Betty Ann Bjerkreim Nilsen؛ زادهٔ ۷ سپتامبر ۱۹۸۶) اسکی‌باز صحرانوردی اهل نروژ است. او به خاطر قهرمانی در مسابقات جهانی اسکی صحرایی شناخته شده است. نیلسن در سال ۲۰۱۷ موفق به کسب مدال نقره در مسابقات اسکی صحرایی جهانی شد. همچنین او در سال ۲۰۱۸ در المپیک زمستانی پیونگ‌چانگ نیز به مدال نقره دست یافت.